# Jacob Gråberg

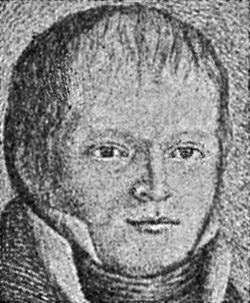
Jacob Gråberg

Jacob Gråberg Graf von Hemsö (* 7. Mai 1776 auf Gut Gannarve bei Hemse auf Gotland; † 29. November 1847 in Florenz) war ein schwedischer Gelehrter.

## Leben
Gråberg (spr. gro-) trat nach mehrfachen Land- und Seereisen in Europa in die britische Marine ein und wurde 1811 schwedischer Vizekonsul in Genua. In gleicher Eigenschaft ging er 1815 nach Tanger sowie anschließend 1823 nach Tripolis. 1828 begab sich Gråberg nach Florenz, wo er als Kammerherr und Bibliothekar arbeitete.
Jakob Gråberg entfaltete eine ausgedehnte literarische Tätigkeit auf dem Gebiet der Statistik und der Geographie, wie auch auf dem der arabischen Sprache und Literatur, die er durch seinen Aufenthalt in Afrika kennengelernt hatte.
So schrieb er über das Geschichtswerk Ibn Chalduns (Florenz 1834) u. a. und förderte durch seine Werke: Essai géographique et statistique sur la régence d’Alger (Florenz 1830) und Specchio geografico estatistico del imperio di Marocco (deutsch, Stuttg. 1833) die Kenntnis Nordafrikas.
Er gehörte mehreren wissenschaftlichen Akademien und Gesellschaften an.

## Werke
- Theorie der Statistik. Mayer, Aachen/Leipzig 1835. (Digitalisat) Zuerst Genua 1821.
- Saggio istorico su gli scaldi o antichi poeti scandinavi. Molini, Pisa 1811. (Digitalisat)
- La Scandinavie vengée de l'accusation: d'avoir produit les peoples barbares qui detruisivent l'empire de Rome. Kindelem, Lyon 1822. (Digitalisat)